# 茂木 (長崎市)

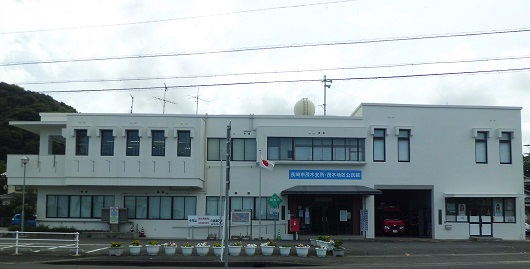
茂木合同庁舎
（長崎市役所茂木支所・茂木地区公民館・
長崎市消防局中央消防署茂木出張所）

茂木（もぎ）は、長崎県長崎市の地域である。旧西彼杵郡。
自治体としての茂木町 (長崎県)の沿革については当該項目を参照のこと。
茂木地区（長崎市役所茂木支所管内）の人口は11,485人（2013年6月末日現在）。

## 概要
長崎市南東部の橘湾に面した地域である。
1962年1月1日に旧西彼杵郡茂木町が編入合併されたことにより長崎市の市域に含まれることになった。
港町で、1918年に町制施行するなど、早くから栄えた地域である。
中心部からは峠を超えた向こう側にある。ただし、その峠の部分に当地域に属する田上があり、田上とそれに隣接する早坂町・田手原町は、茂木町の中心部よりも市街地との結びつきが強い。
地区全体がビワやミカンの産地である。

## 町
1962年の長崎市編入以降、1971年までは10名をそのまま用い、同年、町名設置を実施した。
| 1918年→1962年         | 1971年         | 1995年           | 現在             |
| --------------------- | -------------- | ---------------- | ---------------- |
| 茂木町→長崎市太田尾名 | 長崎市太田尾町 | 長崎市太田尾町   | 太田尾町         |
| 茂木町→長崎市飯香浦名 | 長崎市飯香浦町 | 長崎市飯香浦町   | 飯香浦町         |
| 茂木町→長崎市北浦名   | 長崎市北浦町   | 長崎市北浦町     | 北浦町           |
| 茂木町→長崎市木場名   | 長崎市早坂町   | 長崎市早坂町     | 早坂町           |
| 茂木町→長崎市田手原名 | 長崎市田手原町 | 長崎市田手原町   | 田手原町         |
| 茂木町→長崎市田上名   | 長崎市田上町   | 田上1丁目～4丁目 | 田上1丁目～4丁目 |
| 茂木町→長崎市本郷     | 長崎市茂木町   | 長崎市茂木町     | 茂木町           |
| 茂木町→長崎市宮摺名   | 長崎市宮摺町   | 長崎市宮摺町     | 宮摺町           |
| 茂木町→長崎市大崎名   | 長崎市大崎町   | 長崎市大崎町     | 大崎町           |
| 茂木町→長崎市千々名   | 長崎市千々町   | 長崎市千々町     | 千々町           |

### 現在の町
飯香浦町（いかのうら）
飯香浦・片峰の2地区からなり、両地区の間は川で隔てられている。飯香浦に日吉小中学校、日吉少年自然の家がある。北部の過疎地域。リアス式海岸沿いを県道34号が通る。ビワ・ミカン・タケノコや野菜を生産する。また、海岸ではエビの養殖もおこなわれている。
大崎町（おおさき）
南部の過疎地域。ビワ・ミカンを生産し、春先には宮摺町・千々町と共にビワの木に袋かけが行われて山一面に木蓮の花が咲いたような眺望となる。海岸沿いに県道34号が通る。
太田尾町（おおたお）
下流の太田尾・上流の山川河内（さんぜんごうち）の2地区からなる。北部の過疎地域。農業地区で、ビワ・花卉・イチゴや野菜を生産する。県道34号が通る。
北浦町（きたうら）
茂木町の北隣で、南西部は茂木地区の中心部や茂木港の一部を構成する。茂木中学校がある。ビワ・ミカン・ポンカンを生産する。町内を県道34号が縦断する。
田上1丁目～4丁目（たがみ）
1丁目から順に、23,19,22,14街区。ただし1・3丁目の一部は住居表示未実施。愛宕から続く住宅街で、茂木地区に所属こそしているものの、市街地との結びつきが強い。南西部1・3丁目の転石（ころびし）地区は茂木町へと通じる山道の入り口で、山間部である。町を国道324号が通り、転石に長崎自動車道・長崎南環状線の入り口がある。
田手原町（たでわら）
白木町に隣接しているため市街地との結びつきが強い。西部の六本松地区は住宅密集地だが、中部の田手原地区・東部の重篭（じゅうろう）地区は山間部で住宅は少ない。野菜を生産する。
千々町（ちぢ）
南部の過疎地域。ビワ・ミカンを生産し、特にビワは茂木町・宮摺町・大崎町と共に「茂木びわ」ブランドを構成している。長崎市立南小学校がある。県道34号が通る。
早坂町（はやさか）
長崎インターチェンジがあり、長崎自動車道の終点とともに、ながさき出島道路や長崎南環状道路の起点でもある。山間部で、弥生町・田上に隣接しているため市街地との結びつきが強い。ビワ・ミカンや野菜を生産する。
宮摺町（みやずり）
南部の過疎地域。ビワ・ミカン・タケノコを生産する。町内に宮摺海水浴場がある。県道34号が通る。
茂木町（もぎ）
茂木地区の中心部。港町であり、熊本県天草郡苓北町行きの高速船が出るとともに、漁業もおこなっている。茂木小学校、茂木郵便局、市役所茂木支所がある。中心部を離れて田上方面の国道324号沿いは山間部で、ビワ・ミカン・タケノコなどを生産する。長崎市街へ向かう国道324号と茂木地区全体を縦断する県道34号の茂木交差点がある。また国道324号の長崎県側の終点である。

## 交通

### 鉄道・バス
- 長崎自動車（長崎バス）

### 道路
- 長崎自動車道（長崎インターチェンジ）
- 国道324号
- 長崎県道34号野母崎宿線
- 長崎県道51号長崎南環状線
- 長崎県道237号小ヶ倉田上線
- ながさき出島道路

### 船舶
- 茂木港 - 安田産業汽船が熊本県天草郡苓北町富岡港行きの高速船を運航している。

## 施設

### 公共
- 長崎市役所茂木支所
- 長崎市茂木地区公民館
- 長崎市消防局中央消防署茂木出張所
- 長崎市立日吉青年の家
- 長崎県警察長崎警察署田上交番（かつて茂木町警察官駐在所が存在したが、2006年（平成18年）3月31日に廃止された）

### 教育機関
中学校
- 長崎市立茂木中学校
- 長崎市立日吉中学校（小学校併設）

小学校
- 長崎市立茂木小学校
- 長崎市立日吉小学校（中学校併設）
- 長崎市立南小学校（中学校併設であったが、2022年3月に中学校が閉校し小学校単独となる）

幼稚園
- （私立）学校法人セレスタ学園茂木幼稚園

保育所
- （私立）茂木保育所
- （私立）日吉幼児園
- （私立）田上保育園

かつて存在した教育機関
- 長崎市立早坂小学校（1968年（昭和43年）3月31日、長崎市立愛宕小学校に統合されて閉校）
- 長崎市立早坂中学校（1969年（昭和44年）3月31日、長崎市立小島中学校に統合されて閉校）
- 長崎県立長崎南商業高等学校（2008年（平成20年）3月31日閉校）
- 長崎市立南中学校（2022年（令和4年）3月31日、長崎市立茂木中学校に統合されて閉校）

### 郵便局
- 集配局（1局） - 茂木郵便局
- 無集配局（1局）- 長崎田上郵便局
- 簡易郵便局（2局） - 千々簡易郵便局・太田尾簡易郵便局

### 金融機関等
- 十八親和銀行茂木支店・田上支店
- JA長崎せいひ（JAバンク）茂木支店・日吉支店

### 商業
- 東長崎商工会茂木支所

### その他
- 茂木漁業協同組合（信用事業（JFマリンバンク）は行っていない）